# Saint-Micaud
Saint-Micaud település Franciaországban, Saône-et-Loire megyében. Lakosainak száma 274 fő (2022. január 1.). Saint-Micaud Saint-Martin-d’Auxy, Mont-Saint-Vincent, Collonge-en-Charollais, Genouilly, Marigny, Le Puley, Saint-Eusèbe, Saint-Laurent-d’Andenay és Saint-Privé községekkel határos.

## Népesség
A település népessége az elmúlt években az alábbi módon változott:
| Lakosok száma | 270  | 274  | 285  | 273  | 273  | 274  | 275  | 278  | 274  |
|               | 2013 | 2015 | 2016 | 2017 | 2018 | 2019 | 2020 | 2021 | 2022 |